# Homalomena lauterbachii
Homalomena lauterbachii är en kallaväxtart som beskrevs av Adolf Engler. Homalomena lauterbachii ingår i släktet Homalomena och familjen kallaväxter. Inga underarter finns listade.